# 주산초등학교 석계분교
주산초등학교 석계분교는 전라북도 부안군 주산면 주산북로 214 (백석리)에 있었던 분교이다.

## 연혁
- 1961년 9월 25일 주산국민학교 백석분교장 개교
- 1965년 5월 6일 석계국민학교 승격
- 1991년 3월 1일 주산국민학교 석계분교장
- 1998년 2월 25일 본교로 통폐합